# Henry Alexander Wickham
Sir Henry Alexander Wickham (29 de maig de 1846 – 27 de setembre de 1928) va ser un explorador britànic. Va ser la primera persona a exportar amb èxit un enviament gran i viable de llavors de cautxú brasiler a l'Imperi Britànic. Els britànics havien planejat durant molt de temps crear plantacions de cautxú al sud-est asiàtic, i utilitzant el lot de Wickham, les plantacions resultants van provocar el final del boom del cautxú amazònic.

## Vida
Henry Wickham va néixer a Hampstead, al nord de Londres. El pare de Wickham, un advocat, va morir quan el jove Wickham només tenia quatre anys. :14Als 20 anys va viatjar a Nicaragua, el primer de diversos viatges a Llatinoamèrica i Sud-amèrica. Tornant a Anglaterra, es va casar amb Violet Carter el 1871, el pare de la qual publicaria els escrits de Wickham. El seu primer llibre Rough Notes of a Journey Through The Wilderness from Trinidad to Pará, Brazil, by way of the Great Cateracts of the Orinoco, Atabapo, and Rio Negro, va ser publicat per WHJ Carter el 1872. Portaria tota la família a Santarém, Brasil, on la seva mare, la seva germana Harriette i la sogra del seu germà, John, moririen el 1876. Wickham va ser nomenat cavaller als honors d'aniversari de 1920 "per serveis relacionats amb la indústria de les plantacions de cautxú a l'Extrem Orient".

## Contraban de llavors de cautxú
Wickham va trigar aproximadament un any a recollir llavors de cautxú de plantacions comercials de cautxú al Brasil després d'haver estat encarregat a causa de la seva presència al Brasil. L'historiador Warren Dean assenyala que hauria estat estrany per a un expatriat britànic recollir tantes llavors a plena llum del dia fent servir mà d'obra local sense que les autoritats locals n'haguessin estat conscients. De fet, tenia el permís dels operadors dels boscos de cautxú on obtenia les seves llavors. :20Va declarar falsament 70.000 llavors com a "espècimens acadèmics", un terme que els brasilers utilitzaven amb freqüència per classificar animals o plantes morts, no llavors viables. Van arribar als Kew Gardens de Londres el 15 de juny de 1876. En poques setmanes, només 2.700 de les 70.000 llavors de contraban havien germinat amb èxit. :24Van ser suficients per impulsar el cultiu generalitzat al sud-est asiàtic.

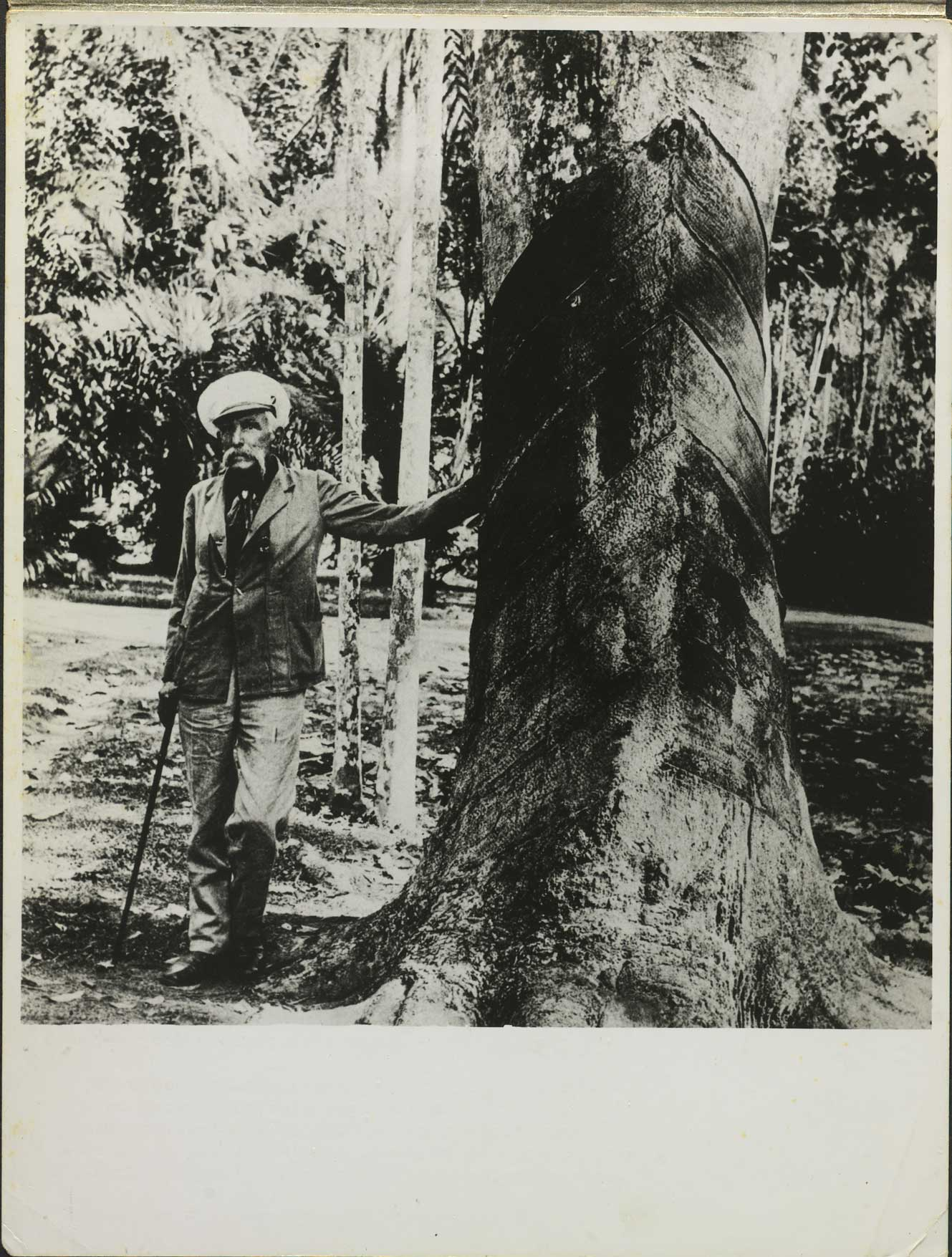
"Henry Wickham, que el 1876 va dirigir una operació de contraban de 70.000 llavors d'arbre del cautxú"

Trenta anys després del fet, Wickham va afirmar l'any 1908 que ell va ser responsable de robar unes 70.000 llavors de l'arbre de cautxú, Hevea brasiliensis, a la zona de Santarém al Brasil el 1876. Aleshores, no hi havia cap llei que prohibís l'exportació de llavors, tot i que hi havia un requisit per a una llicència d'exportació, que Wickham va obtenir sota fals pretext a Belém. A partir dels adornaments, com ara haver d'amagar-se de perseguir les cañoneres, afegits al seu relat original sembla que Wickham estava intentant que les seves accions fossin més emocionants del que eren de fet.
El Museu Barco Històric d'Ayapua (Museo Barco Historicos ) d'Iquitos, Perú, qualifica les seves accions com "el major acte de biopirateria del segle XIX, i potser de la història", citant que les llavors no es van registrar mai correctament al manifest del vaixell i que les plantacions resultants a Àsia va desinflar el boom del cautxú a Amèrica del Sud. El museu també afirma que el Royal Botanic Gardens de Kew li va pagar específicament per recollir les llavors.
Va acompanyar les llavors als Jardins Botànics Reials, des d'on s'enviaven les plàntules a Ceilan britànic (ara Sri Lanka), Malàisia britànica (ara Malàisia peninsular ) i Singapur, (tot i que aquest últim no s'utilitzava per al cautxú), Àfrica, Batavia a les Índies Orientals Holandeses (ara Jakarta a Indonèsia), i altres destinacions tropicals, condemnant així el boom del cautxú amazònic.

### Impacte econòmic
Les plantacions de cautxú a Àsia van demostrar ser més eficients i van superar les del Brasil i el Perú. Això va ser perquè les plantacions de cautxú asiàtiques estaven organitzades i adequades per a la producció a escala comercial, mentre que al Brasil i al Perú el procés de recol·lecció de làtex d'arbres forestals continuava sent un procés d'extracció difícil: els tapers de cautxú treballaven boscos de cautxú natural a la selva amazònica del sud., i les densitats dels arbres del cautxú eren gairebé sempre baixes com a conseqüència de l'alta diversitat forestal natural. Els experiments en el conreu d'arbres de cautxú a les plantacions de l'Amazones van demostrar que eren vulnerables als fongs de les fulles de l'arbre del cautxú sud-americans i a altres malalties i plagues, limitant essencialment la producció de cautxú a la caça i recol·lecció en lloc de l'agricultura.
Malgrat les dècades d'investigació en la selecció d'arbres de cautxú altament productius i resistents a les malalties, molts arbres de cautxú comercials a tot el món descendeixen de les llavors que Wickham va portar a Joseph Dalton Hooker a Londres. Al Brasil, com al Perú, Wickham també és considerat " bio-pirata" pel seu paper en el contraban de les llavors de cautxú que van trencar el monopoli sud-americà.